# Argiope intricata
Argiope intricata är en spindelart som beskrevs av Simon 1877. Argiope intricata ingår i släktet Argiope och familjen hjulspindlar.
Artens utbredningsområde är Filippinerna. Inga underarter finns listade i Catalogue of Life.